# Теплиці (Польща)
Тепли́ці (пол. Cieplice) — село в Польщі, у гміні Адамівка Переворського повіту Підкарпатського воєводства.
Населення — 809 осіб (2011).
Поблизу Теплиць знаходяться села Адамівка, Рудка, Пискоровичі, Майдан Сінявський, Добча.
Традиційно село поділяється на 2 частини: Теплиці Горішні і Теплиці Долішні — відповідно до рельєфу. Теплиці Горішні — на підвищенні, а Долішні — в долині.

## Назва
Місцевість Теплиць болотиста, з великою кількістю ставків, соснових лісів. Також є теплі джерела, які й дали назву населеному пункту.

## Історія
Історія села відома ще з XV ст.
Початки шкільництва в Теплицях сягають 1823 року. В 1830 р. в селі була тривіальна школа при греко-католицькій церкві.
У 1831 р. в селі була греко-католицька парохіяльна церква Різдва Пресвятої Богородиці, освячена 1681 року перемиським єпископом Іваном Малаховським, яка належала до Ярославського деканату Перемишльської єпархії, було 2046 парафіян.
Відповідно до перепису "Королівства Галичини і Лодомерії" 1868 року у селі разом з присілком Шегди проживала 2491 особа. Землі належали Владиславу Чарторийському.
Відповідно до "Географічного словника Королівства Польського" в 1880 році Теплиці знаходилися в Ярославському повіті Королівства Галичини і Володимирії, на відстані 9,7 км від Сіняви. Попри півтисячолітню латинізацію селі не було власної римо-католицької парафії. Поляки належали до парафії в Сіняві. Натомість в селі була греко-католицька парафія Ярославського деканату Перемишльської єпархії, було 2300 прихожан. Причина цього полягала у тому, що більшість населення становили українці (русини). Були дві школи: 1-класова і 2-класова. Землі належали графині Ізабеллі Дзялинській (з дому Чорторийській). В селі проживали 3 родини православних і 30 родин (коло 300 осіб) юдеїв.

Члени Товариства "Просвіта" у с. Теплиці (фото 1930-х р.).

1881 року у селі було відкрито читальню "Просвіти". В Ярославському повіті вона займала друге місце за кількістю книг — 747 (станом на кінець 1930-х рр.). 50 жителів села були членами читальні.
1902 року було побудовано нову церкву за проектом архітектора Василя Нагірного
1926 року в Теплицях Дольних було створено кооператив «Єдність».
На 01.01.1939 в селі проживало 3630 мешканців, з них 2680 українців-грекокатоликів, 320 українців-римокатоликів, 530 поляків (жили у присілку Колонія), 100 євреїв. Село належало до ґміни Адамівка Ярославського повіту Львівського воєводства. До того часу до Теплиць також належали присілки і маленькі села: Шегди, Покриви, Вовчасте, Квіки, Бєлі, Ковалі, Молині, Нагірне, Ізабелін, Зелінки та інші. Греко-католиків місцевої парафії Сінявського деканату Перемишльської єпархії налічувалось: Покриве — 197; Зелінки — 83; Волчасте — 116, Колонія — 26; Нагірне — 119; Белі — 93; Шегди — 187, Квіки (громада Слобода) — 60.
У середині вересня 1939 року німці окупували село, однак уже 28 вересня 1939 року мусіли відступити, оскільки за пактом Ріббентропа-Молотова правобережжя Сяну належало до радянської зони впливу. 27.11.1939 постановою Верховної Ради УРСР село у складі правобережної частини Ярославського повіту в ході утворення Львівської області включене до Любачівського повіту, а 17 січня 1940 року включене до Синявського району. В червні 1941, з початком Радянсько-німецької війни, село знову було окуповане німцями. В липні 1944 року радянські війська оволоділи селом, а в жовтні 1944 року правобережжя Сяну зі складу Львівської області передано Польщі.
1945 року відповідно до «Угоди про взаємний обмін населенням у прикордонних районах» частина українського населення Теплиць була вивезена в УРСР. Як наслідок, деякі присілки зникли (напр. Покриви, Квіки), а подекуди просто значно зменшилася кількість населення (самі Теплиці, Шегди, Бєлі, Вовчасте). Залишилися лише такі частини села: Бабина Гурка, Халупки, Коло Церкви, Валяшки, Коневе, Ізабелін. Після виселення українців їхні будинки  у присілку Покриви були спалені вояками УПА.
Жителі Теплиць були переселені у населені пункти Тернопільської, Львівської, Дрогобицької, Станіславської, Харківської, Полтавської, Одеської, Миколаївської, Волинської.  Наприклад, Тернопільська область: місто Теребовля, села Боричівка, Лозівка, Лошнів, Гиньківці та ін. В свою чергу з цих населених пунктів репатрійовані до Польської Народної Республіки громадяни польської національності. З самих лише Теплиць 1945 року вивезено 2091 особа (482 сім'ї). Багато сімей переселені в с. Гутище Олеське Львівської області (Олеський, потім Золочівський район) у вересні 1944 року за рішенням сільського війта (свідчення Анни Кархут). Зокрема це родини Шегда, Дуда, Федірко, Кархут, Пісєчко, Зінь та ін. Решту українців у 1947 р. депортовано на понімецькі землі.
У 1975-1998 роках село належало до Перемишльського воєводства.

## Пам'ятки
- будівля колишньої греко-католицької церкви Різдва Божої Матері — нині римо-католицький костел святих Петра і Павла. Церква збудована 1904 року, а дзвіниця — теж десь на початку ХХ ст. До цього на її місці знаходилася старша дерев'яна церква Різдва Божої Матері, збудована 1681 року. Це була парафіяльна церква і належала до Ярославського деканату. Цвинтар біля церкви обгороджений, більшість могил польські. З українських, могил, що руйнуються, у 2014 році можна було прочитати на надгробку прізвище Дуда.
- каплиця 1912 року у присілку Белі.
- залишилося кілька десятків дерев’яних будинків довоєнного часу
- військовий цвинтар часів Першої світової війни, розміщений на півдорозі між Теплицями і Адамівкою. Стан — недоглянутий, без надгробків.

## Демографія
Демографічна структура станом на 31 березня 2011 року:
|          | Загалом | Допрацездатний вік | Працездатний вік | Постпрацездатний вік |
| -------- | ------- | ------------------ | ---------------- | -------------------- |
| Чоловіки | 387     | 80                 | 258              | 49                   |
| Жінки    | 422     | 88                 | 222              | 112                  |
| Разом    | 809     | 168                | 480              | 161                  |